# Sierra de Luna
Sierra de Luna est une commune d’Espagne, dans la province de Saragosse, communauté autonome d'Aragon, de la comarque de Cinco Villas.